# Claës Stromberg
Claës Stromberg, född 26 november 1699 i Varvs socken i Västergötland, död 25 juni 1782 på Claestorp i Östra Vingåkers socken i Södermanland, var en svensk greve och riksråd.

## Biografi
Claës Stromberg var son till generalen och kungliga rådet greve Nils Stromberg till Claestorp och friherrinnan Anna Catharina född Fleming af Liebelitz. I yngre år ägnade sig Stromberg åt hovtjänsten och anställdes som kammarjunkare hos lantgreven av Hessen, Fredrik I:s far. Han inledde en kärleksaffär med en av de hessiska prinsessorna och måste på grund av detta hastigt resa från Kassel. I Sverige vann han snart kung Fredriks nåd och utnämndes till kammarherre 1719. Stromberg tillhörde hattpartiet och utsågs 1747 till hovmarskalk hos kronprinsen samt upphöjdes 1751 till riksråd. Han var även guvernör åt prinsarna, bland annat åt kronprinsen Gustav (Gustav III) 1752-1756. Stromberg mottog Serafimerorden 1752 och pensionerade sig från rådsämbetet 1761 för att sedan dra sig tillbaka till sitt gods Claestorp i Södermanland.
Stromberg invaldes 1740 som ledamot nummer 47 av Kungliga Vetenskapsakademien. Han deltog dock inte i akademiens arbete och uteslöts därför ur det lärda sällskapet 1748 efter att Carl Ehrenpreus påtalat saken.
1732 gifte sig Stromberg med grevinnan Ulrica Catharina Lewenhaupt.